# Kaiwo Maru (Schiff, 1989)

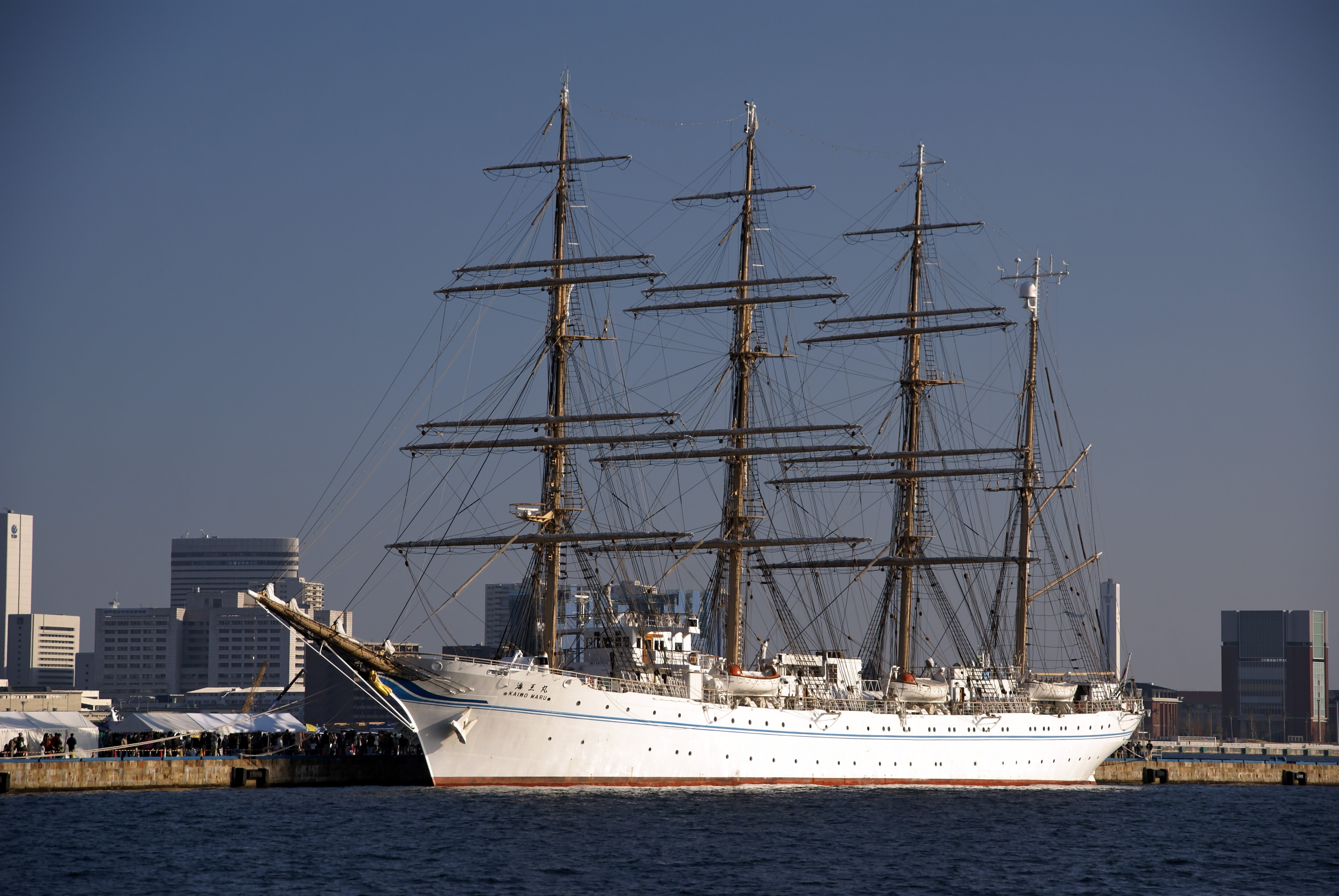
Kaiwo Maru (II) im Hafen von Kobe

Die Kaiwo Maru (海王丸|Kaiō-Maru) ist eine Viermastbark. Sie dient als Segelschulschiff des Institute of Sea Training in Tokio.

## Allgemeines
Die Kaiwo Maru ist das Nachfolgeschiff der Kaiwo Maru (I) und das Schwesterschiff der Nippon Maru.
Die Kiellegung der Kaiwo Maru fand am 8. Juli 1988 statt, knapp ein Jahr später, am 7. März 1989, war der Stapellauf. Gebaut wurde die Kaiwo Maru von der Uraga Dockyard Sumitomo Heavy Industry in Uraga (Yokosuka). Die Indienststellung fand am 9. September 1989 statt. Der Heimathafen der Kaiwo Maru ist Tokio.

## Segel und Masten

### Segelfläche und Besegelung
Die gesamte Segelfläche der Kaiwo Maru beträgt 2760 m², verteilt auf 36 Segel. Das Schiff führt ein Standardrigg, d. h. die Besegelung an den rahgetakelten Masten oberhalb des Fock-, Groß- und Kreuzsegels verteilt sich auf doppelte Marssegel, doppelte Bramsegel und Royals Der Besan ist dreigeteilt in Unterbesan, Oberbesan und Besan-Toppsegel.

### Masten
Die Kaiwo Maru besitzt vier Masten und einen Bugspriet.
- Fockmast 42 m
- Großmast 44,5 m
- Kreuzmast 43 m
- Besanmast 34 m
- Bugspriet 16,5 m

## Antrieb
Zusätzlich zu den Segeln kann die Kaiwo Maru über vier Dieselmaschinen (zwei Sets) mit 2.206 kW (3.000 PS) angetrieben werden. Die Geschwindigkeit mit Maschine beträgt etwa 14 kn, die Reichweite mit beträgt Maschine 9.800 sm.

## Galionsfigur
Galionsfigur der Kaiwo Maru ist „Konjo“, sie symbolisiert die Unschuld in klassischer Würde.